# Christine Crozat

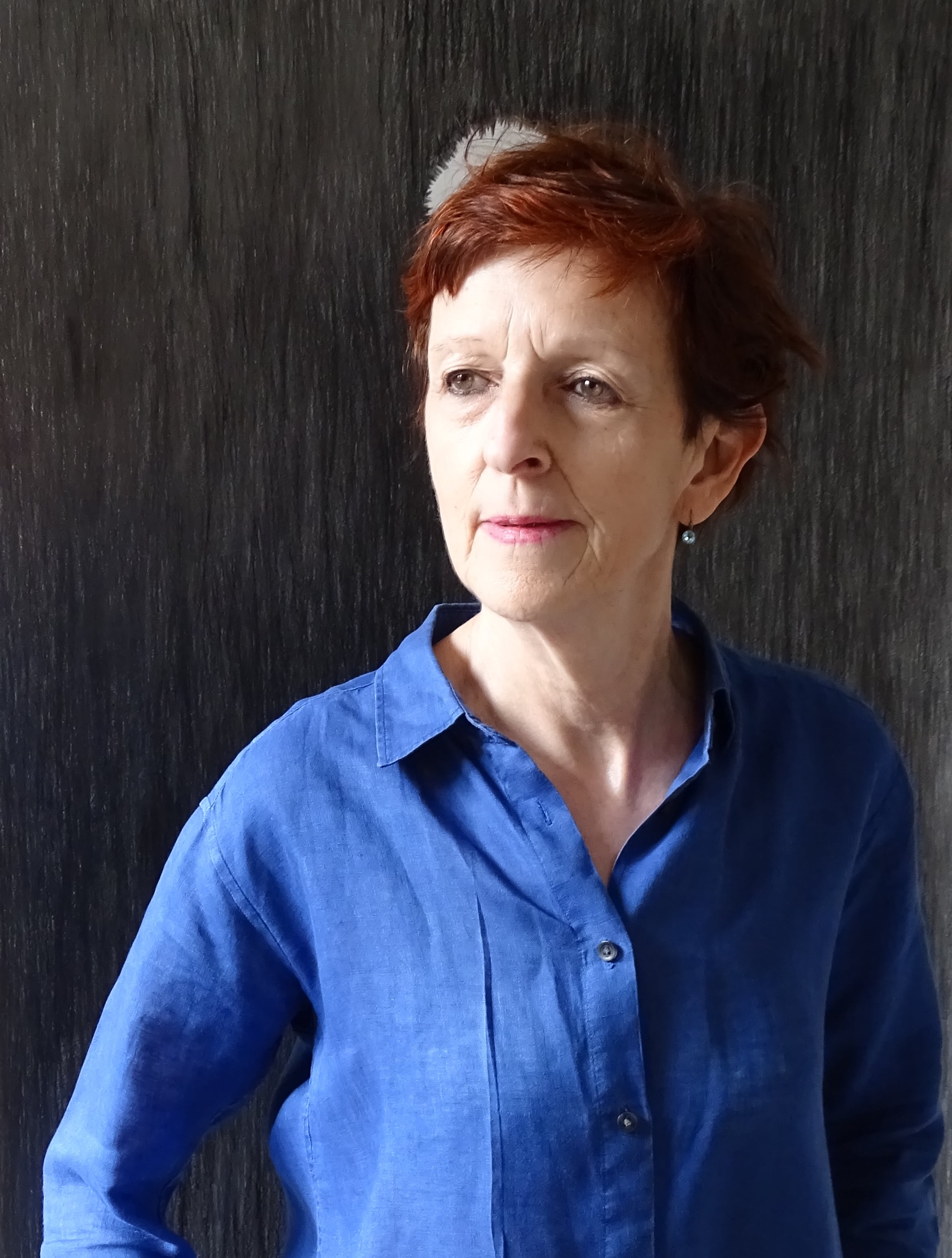
Christine Crozat

Christine Crozat (* 1952) ist eine französisch-schweizerische Künstlerin. Sie arbeitet mit Zeichnung, Druckgrafik, Wall-Paper, Installationen, Skulptur und, gemeinsam mit Pierre Thomé, Video.

## Leben
Crozat studierte an der École nationale supérieure des beaux-arts de Lyon. 2007 wurde sie zum Chevalier des Arts et des Lettres ernannt. Sie lebt und arbeitet in Lyon und Paris.

## Werk
Ihr Werk wurde unter anderem im Musée d'Art contemporain de Lyon, im Musée des Beaux-Arts de Caen, in der Cité de la céramique, Sèvres und im Musée Réattu, Arles gezeigt. Eine Monografie über ihre Arbeit wurde 2021 veröffentlicht.

## Ausstellungen (Auswahl)
- 1998: Les tournis de Minnie, Musée international de la chaussure, Romans-sur-Isère
- 2000: Paysages du T.G.V., Du défilement des pas perdus, (co-production) Musée de Gravelines, Artothèque bibliothèque d’Annecy, École d’Art d’Annecy, Artothèque de Cherbourg, Centre E. Manet de Gennevilliers
- 2002: Je touche le temps, (Co-production), Hôtel d’Escoville, Artothèque, Caen et Nouveau Palais de Justice, Lyon
- 2002: Mine de rien, Musée Réattu, Arles
- 2005: Regarder du temps, Biennale de Lyon, Institution des Chartreux, Lyon
- 2007: Signalétique provisoire, Provisional signal, Biennale de Lyon, Galerie l’Antichambre, Chambéry
- 2009: Et à partir de là, Musée des Beaux-Arts, Caen[13]
- 2015: Amanohashidate, Biennale d’art contemporain, Galerie Françoise Besson, Lyon[14]
- 2017: Cobblesoaps, Karawan, Biennale d’art contemporain, Lyon[15]

## Veröffentlichungen
- Mit Pierre Thomé: L’eau brûle. Éditions du Chemin de Fer, 2016, ISBN 9782916130880.